# Stigmatura napensis
Stigmatura napensis е вид птица от семейство Tyrannidae.

## Разпространение
Видът е разпространен в Бразилия, Венецуела, Еквадор, Колумбия и Перу.